# Cesseville
Cesseville é uma comuna francesa na região administrativa da Normandia, no departamento de Eure. Estende-se por uma área de 6,59 km². Em 2010 a comuna tinha 486 habitantes (densidade: 73,7 hab./km²).